# Coupe de France de rugby à XIII 1966-1967
Navigation
Édition précédente Édition suivante
La Coupe de France de rugby à XIII 1966-1967 est la 29e édition de la Coupe de France, compétition à élimination directe mettant aux prises des clubs de rugby à XIII amateurs et professionnels affiliés à la Fédération française de jeu à XIII (aujourd'hui Fédération française de rugby à XIII).

## Liste des équipes en compétition en huitièmes de finale
| \| AS Carcassonne XIII Catalan XIII Limouxin RC Saint-Gaudens RC Marseille RC Albigeois Villefranche XIII SU Cavaillon Toulouse olympique XIII Montpellier XIII SO Avignon FC Lézignan Bordeaux-Facture XIII CO Avignon US Villeneuve RC Carpentras \| Clubs prenant part à la Coupe de France de rugby à XIII 1967. |
| AS Carcassonne XIII Catalan XIII Limouxin RC Saint-Gaudens RC Marseille RC Albigeois Villefranche XIII SU Cavaillon Toulouse olympique XIII Montpellier XIII SO Avignon FC Lézignan Bordeaux-Facture XIII CO Avignon US Villeneuve RC Carpentras                                                                     |

## Phase finale
|  | Huitièmes de finale               | Huitièmes de finale         | Huitièmes de finale                  | Huitièmes de finale         |               |               | Quarts de finale            | Quarts de finale            | Quarts de finale            | Quarts de finale            |  |  | Demi-finales                | Demi-finales                | Demi-finales                | Demi-finales                |  |  | Finale                    | Finale                    | Finale                    | Finale                    |
|  |                                   |                             |                                      |                             |               |               |                             |                             |                             |                             |  |  |                             |                             |                             |                             |  |  |                           |                           |                           |                           |
|  | Le 12 février 1967 à Limoux       | Le 12 février 1967 à Limoux | Le 12 février 1967 à Limoux          | Le 12 février 1967 à Limoux |               |               | Le 12 mars 1967 à Perpignan | Le 12 mars 1967 à Perpignan | Le 12 mars 1967 à Perpignan | Le 12 mars 1967 à Perpignan |  |  | Le 30 avril 1967 à Lézignan | Le 30 avril 1967 à Lézignan | Le 30 avril 1967 à Lézignan | Le 30 avril 1967 à Lézignan |  |  | Le 8 mai 1967 à Perpignan | Le 8 mai 1967 à Perpignan | Le 8 mai 1967 à Perpignan | Le 8 mai 1967 à Perpignan |
|  | Carcassonne                       | Carcassonne                 | 12                                   | 12                          |               |               | Le 12 mars 1967 à Perpignan | Le 12 mars 1967 à Perpignan | Le 12 mars 1967 à Perpignan | Le 12 mars 1967 à Perpignan |  |  | Le 30 avril 1967 à Lézignan | Le 30 avril 1967 à Lézignan | Le 30 avril 1967 à Lézignan | Le 30 avril 1967 à Lézignan |  |  | Le 8 mai 1967 à Perpignan | Le 8 mai 1967 à Perpignan | Le 8 mai 1967 à Perpignan | Le 8 mai 1967 à Perpignan |
|  | Carcassonne                       | Carcassonne                 | 12                                   | 12                          |               |               | Le 12 mars 1967 à Perpignan | Le 12 mars 1967 à Perpignan | Le 12 mars 1967 à Perpignan | Le 12 mars 1967 à Perpignan |  |  | Le 30 avril 1967 à Lézignan | Le 30 avril 1967 à Lézignan | Le 30 avril 1967 à Lézignan | Le 30 avril 1967 à Lézignan |  |  | Le 8 mai 1967 à Perpignan | Le 8 mai 1967 à Perpignan | Le 8 mai 1967 à Perpignan | Le 8 mai 1967 à Perpignan |
|  | Toulouse                          | Toulouse                    | 7                                    | 7                           |               |               | Le 12 mars 1967 à Perpignan | Le 12 mars 1967 à Perpignan | Le 12 mars 1967 à Perpignan | Le 12 mars 1967 à Perpignan |  |  | Le 30 avril 1967 à Lézignan | Le 30 avril 1967 à Lézignan | Le 30 avril 1967 à Lézignan | Le 30 avril 1967 à Lézignan |  |  | Le 8 mai 1967 à Perpignan | Le 8 mai 1967 à Perpignan | Le 8 mai 1967 à Perpignan | Le 8 mai 1967 à Perpignan |
|  | Toulouse                          | Toulouse                    | 7                                    | 7                           | Carcassonne   | Carcassonne   | 16                          | 16                          |                             |                             |  |  | Le 30 avril 1967 à Lézignan | Le 30 avril 1967 à Lézignan | Le 30 avril 1967 à Lézignan | Le 30 avril 1967 à Lézignan |  |  | Le 8 mai 1967 à Perpignan | Le 8 mai 1967 à Perpignan | Le 8 mai 1967 à Perpignan | Le 8 mai 1967 à Perpignan |
|  | Le 12 février 1967 à Avignon      |                             |                                      |                             | Carcassonne   | Carcassonne   | 16                          | 16                          |                             |                             |  |  | Le 30 avril 1967 à Lézignan | Le 30 avril 1967 à Lézignan | Le 30 avril 1967 à Lézignan | Le 30 avril 1967 à Lézignan |  |  | Le 8 mai 1967 à Perpignan | Le 8 mai 1967 à Perpignan | Le 8 mai 1967 à Perpignan | Le 8 mai 1967 à Perpignan |
|  |                                   |                             | Marseille                            | Marseille                   | 7             | 7             |                             |                             |                             |                             |  |  | Le 30 avril 1967 à Lézignan | Le 30 avril 1967 à Lézignan | Le 30 avril 1967 à Lézignan | Le 30 avril 1967 à Lézignan |  |  | Le 8 mai 1967 à Perpignan | Le 8 mai 1967 à Perpignan | Le 8 mai 1967 à Perpignan | Le 8 mai 1967 à Perpignan |
|  | Marseille                         | Marseille                   | Marseille                            | Marseille                   | 7             | 7             | 19                          | 19                          |                             |                             |  |  | Le 30 avril 1967 à Lézignan | Le 30 avril 1967 à Lézignan | Le 30 avril 1967 à Lézignan | Le 30 avril 1967 à Lézignan |  |  | Le 8 mai 1967 à Perpignan | Le 8 mai 1967 à Perpignan | Le 8 mai 1967 à Perpignan | Le 8 mai 1967 à Perpignan |
|  | Marseille                         | Marseille                   | Le 12 mars 1967 à Toulouse           |                             |               |               | 19                          | 19                          |                             |                             |  |  | Le 30 avril 1967 à Lézignan | Le 30 avril 1967 à Lézignan | Le 30 avril 1967 à Lézignan | Le 30 avril 1967 à Lézignan |  |  | Le 8 mai 1967 à Perpignan | Le 8 mai 1967 à Perpignan | Le 8 mai 1967 à Perpignan | Le 8 mai 1967 à Perpignan |
|  | Montpellier                       | Montpellier                 | 6                                    | 6                           |               |               |                             |                             |                             |                             |  |  | Le 30 avril 1967 à Lézignan | Le 30 avril 1967 à Lézignan | Le 30 avril 1967 à Lézignan | Le 30 avril 1967 à Lézignan |  |  | Le 8 mai 1967 à Perpignan | Le 8 mai 1967 à Perpignan | Le 8 mai 1967 à Perpignan | Le 8 mai 1967 à Perpignan |
|  | Montpellier                       | Montpellier                 | 6                                    | 6                           | Carcassonne   | Carcassonne   | 8                           | 8                           |                             |                             |  |  |                             |                             |                             |                             |  |  | Le 8 mai 1967 à Perpignan | Le 8 mai 1967 à Perpignan | Le 8 mai 1967 à Perpignan | Le 8 mai 1967 à Perpignan |
|  | Le 11 février 1967 à Albi         |                             |                                      |                             | Carcassonne   | Carcassonne   | 8                           | 8                           |                             |                             |  |  |                             |                             |                             |                             |  |  | Le 8 mai 1967 à Perpignan | Le 8 mai 1967 à Perpignan | Le 8 mai 1967 à Perpignan | Le 8 mai 1967 à Perpignan |
|  |                                   |                             | Limoux                               | Limoux                      | 4             | 4             |                             |                             |                             |                             |  |  |                             |                             |                             |                             |  |  | Le 8 mai 1967 à Perpignan | Le 8 mai 1967 à Perpignan | Le 8 mai 1967 à Perpignan | Le 8 mai 1967 à Perpignan |
|  | Limoux                            | Limoux                      | Limoux                               | Limoux                      | 4             | 4             | 27                          | 27                          |                             |                             |  |  |                             |                             |                             |                             |  |  | Le 8 mai 1967 à Perpignan | Le 8 mai 1967 à Perpignan | Le 8 mai 1967 à Perpignan | Le 8 mai 1967 à Perpignan |
|  | Limoux                            | Limoux                      | Le 30 avril 1967 à Toulouse          |                             |               |               | 27                          | 27                          |                             |                             |  |  |                             |                             |                             |                             |  |  | Le 8 mai 1967 à Perpignan | Le 8 mai 1967 à Perpignan | Le 8 mai 1967 à Perpignan | Le 8 mai 1967 à Perpignan |
|  | Avignon                           | Avignon                     | 8                                    | 8                           |               |               |                             |                             |                             |                             |  |  |                             |                             |                             |                             |  |  | Le 8 mai 1967 à Perpignan | Le 8 mai 1967 à Perpignan | Le 8 mai 1967 à Perpignan | Le 8 mai 1967 à Perpignan |
|  | Avignon                           | Avignon                     | 8                                    | 8                           | Limoux        | Limoux        | 23                          | 23                          |                             |                             |  |  |                             |                             |                             |                             |  |  | Le 8 mai 1967 à Perpignan | Le 8 mai 1967 à Perpignan | Le 8 mai 1967 à Perpignan | Le 8 mai 1967 à Perpignan |
|  | Le 12 février 1967 à Villefranche |                             |                                      |                             | Limoux        | Limoux        | 23                          | 23                          |                             |                             |  |  |                             |                             |                             |                             |  |  | Le 8 mai 1967 à Perpignan | Le 8 mai 1967 à Perpignan | Le 8 mai 1967 à Perpignan | Le 8 mai 1967 à Perpignan |
|  |                                   |                             | Albi                                 | Albi                        | 10            | 10            |                             |                             |                             |                             |  |  |                             |                             |                             |                             |  |  | Le 8 mai 1967 à Perpignan | Le 8 mai 1967 à Perpignan | Le 8 mai 1967 à Perpignan | Le 8 mai 1967 à Perpignan |
|  | Albi                              | Albi                        | Albi                                 | Albi                        | 10            | 10            | 13                          | 13                          |                             |                             |  |  |                             |                             |                             |                             |  |  | Le 8 mai 1967 à Perpignan | Le 8 mai 1967 à Perpignan | Le 8 mai 1967 à Perpignan | Le 8 mai 1967 à Perpignan |
|  | Albi                              | Albi                        | Le 26 mars 1967 à Albi               |                             |               |               | 13                          | 13                          |                             |                             |  |  |                             |                             |                             |                             |  |  | Le 8 mai 1967 à Perpignan | Le 8 mai 1967 à Perpignan | Le 8 mai 1967 à Perpignan | Le 8 mai 1967 à Perpignan |
|  | Lézignan                          | Lézignan                    | 5                                    | 5                           |               |               |                             |                             |                             |                             |  |  |                             |                             |                             |                             |  |  | Le 8 mai 1967 à Perpignan | Le 8 mai 1967 à Perpignan | Le 8 mai 1967 à Perpignan | Le 8 mai 1967 à Perpignan |
|  | Lézignan                          | Lézignan                    | 5                                    | 5                           | Carcassonne   | Carcassonne   | 10                          | 10                          |                             |                             |  |  |                             |                             |                             |                             |  |  |                           |                           |                           |                           |
|  | Le 12 février 1967 à Toulouse     |                             |                                      |                             | Carcassonne   | Carcassonne   | 10                          | 10                          |                             |                             |  |  |                             |                             |                             |                             |  |  |                           |                           |                           |                           |
|  |                                   |                             | XIII Catalan                         | XIII Catalan                | 4             | 4             |                             |                             |                             |                             |  |  |                             |                             |                             |                             |  |  |                           |                           |                           |                           |
|  | XIII Catalan                      | XIII Catalan                | XIII Catalan                         | XIII Catalan                | 4             | 4             | 11                          | 11                          |                             |                             |  |  |                             |                             |                             |                             |  |  |                           |                           |                           |                           |
|  | XIII Catalan                      | XIII Catalan                |                                      |                             |               |               |                             | 11                          |                             |                             |  |  |                             |                             |                             |                             |  |  |                           |                           |                           |                           |
|  | Bordeaux-Facture                  | Bordeaux-Facture            | 9                                    | 9                           |               |               |                             |                             |                             |                             |  |  |                             |                             |                             |                             |  |  |                           |                           |                           |                           |
|  | Bordeaux-Facture                  | Bordeaux-Facture            | 9                                    | 9                           | XIII Catalan  | XIII Catalan  | 18                          | 18                          |                             |                             |  |  |                             |                             |                             |                             |  |  |                           |                           |                           |                           |
|  | Le 12 février 1967 à Avignon      |                             |                                      |                             | XIII Catalan  | XIII Catalan  | 18                          | 18                          |                             |                             |  |  |                             |                             |                             |                             |  |  |                           |                           |                           |                           |
|  |                                   |                             | Cavaillon                            | Cavaillon                   | 7             | 7             |                             |                             |                             |                             |  |  |                             |                             |                             |                             |  |  |                           |                           |                           |                           |
|  | Cavaillon                         | Cavaillon                   | Cavaillon                            | Cavaillon                   | 7             | 7             | 13                          | 13                          |                             |                             |  |  |                             |                             |                             |                             |  |  |                           |                           |                           |                           |
|  | Cavaillon                         | Cavaillon                   | Le 12 mars 1967 à Villeneuve-sur-Lot |                             |               |               | 13                          | 13                          |                             |                             |  |  |                             |                             |                             |                             |  |  |                           |                           |                           |                           |
|  | C.O. Avignon                      | C.O. Avignon                | 8                                    | 8                           |               |               |                             |                             |                             |                             |  |  |                             |                             |                             |                             |  |  |                           |                           |                           |                           |
|  | C.O. Avignon                      | C.O. Avignon                | 8                                    | 8                           | XIII Catalan  | XIII Catalan  | 16                          | 16                          |                             |                             |  |  |                             |                             |                             |                             |  |  |                           |                           |                           |                           |
|  | Le 12 février 1967 à Toulouse     |                             |                                      |                             | XIII Catalan  | XIII Catalan  | 16                          | 16                          |                             |                             |  |  |                             |                             |                             |                             |  |  |                           |                           |                           |                           |
|  |                                   |                             | Saint-Gaudens                        | Saint-Gaudens               | 6             | 6             |                             |                             |                             |                             |  |  |                             |                             |                             |                             |  |  |                           |                           |                           |                           |
|  | Saint-Gaudens                     | Saint-Gaudens               | Saint-Gaudens                        | Saint-Gaudens               | 6             | 6             | 12 (a.p.)                   | 12 (a.p.)                   |                             |                             |  |  |                             |                             |                             |                             |  |  |                           |                           |                           |                           |
|  | Saint-Gaudens                     | Saint-Gaudens               |                                      |                             |               |               |                             | 12 (a.p.)                   |                             |                             |  |  |                             |                             |                             |                             |  |  |                           |                           |                           |                           |
|  | Villeneuve-sur-Lot                | Villeneuve-sur-Lot          | 8                                    | 8                           |               |               |                             |                             |                             |                             |  |  |                             |                             |                             |                             |  |  |                           |                           |                           |                           |
|  | Villeneuve-sur-Lot                | Villeneuve-sur-Lot          | 8                                    | 8                           | Saint-Gaudens | Saint-Gaudens | 17                          | 17                          |                             |                             |  |  |                             |                             |                             |                             |  |  |                           |                           |                           |                           |
|  | Le 12 février 1967 à Albi         |                             |                                      |                             | Saint-Gaudens | Saint-Gaudens | 17                          | 17                          |                             |                             |  |  |                             |                             |                             |                             |  |  |                           |                           |                           |                           |
|  |                                   |                             | Villefranche                         | Villefranche                | 6             | 6             |                             |                             |                             |                             |  |  |                             |                             |                             |                             |  |  |                           |                           |                           |                           |
|  | Villefranche                      | Villefranche                | Villefranche                         | Villefranche                | 6             | 6             | 20                          | 20                          |                             |                             |  |  |                             |                             |                             |                             |  |  |                           |                           |                           |                           |
|  | Villefranche                      | Villefranche                |                                      |                             |               |               |                             | 20                          |                             |                             |  |  |                             |                             |                             |                             |  |  |                           |                           |                           |                           |
|  | Carpentras                        | Carpentras                  | 10                                   | 10                          |               |               |                             |                             |                             |                             |  |  |                             |                             |                             |                             |  |  |                           |                           |                           |                           |
|  | Carpentras                        | Carpentras                  | 10                                   | 10                          |               |               |                             |                             |                             |                             |  |  |                             |                             |                             |                             |  |  |                           |                           |                           |                           |
|  |                                   |                             |                                      |                             |               |               |                             |                             |                             |                             |  |  |                             |                             |                             |                             |  |  |                           |                           |                           |                           |

### Finale
(mt : 0 - 0)
Homme du match :
Points marqués :
- Carcassonne : 2 essais de Rosada (75e) et Gril (78e) ; 1 transformation de Colombiès ; 1 pénalité de Colombiès.
- XIII Catalan : 1 pénalité de Capdouze ; 1 drop de Capdouze.

Évolution du score : ?
Arbitre : M. Clay (Leeds)
Spectateurs : 11 625
Composition des équipes :
- Carcassonne: Michel Blanc - Jean Rosada, Jacques Servolles, Henri Castel, Yves Raynaud - Jean Colombiès (o), François Gril (m) - René Ségura, Guy Ribot, Jacques Franc, Adolphe Alésina, Jean Barthe, Pierre Escourrou - Entraîneur : Félix Bergèse
- XIII Catalan : John Chapman - Guy Bruzy, Jean Capdouze, Claude Mantoulan, Michel Charcos - Yves Civil (o), Asparo (m) - Henri Chamorin, Pouget, F. Vergé, Montargès, Francis Mas, Coquand - Entraîneur :

Pour cette finale disputée dans leur stade, le XIII Catalan compte quatre absents de marque : Michel Ollet, Bonnet, Jacques Cabero et Planchard. La rencontre se dispute sur un affrontement d'avants mis en place par Carcassonne auquel le XIII Catalan entend y répondre. Bien qu'Yves Civil est tout près d'ouvrir le score à la 17e minute.
Le XIII Catalan est tout proche de remporte la finale en menant 4-2 jusqu'à la 75e minute, mais sur une mêlée à cinq mètres de l'en-but perpignanais, le demi de mêlée François Gril décale sur le côté droit Jean Rosada qui n'a plus qu'aplatir, puis deux minutes plus tard, Carcassonne ajoute un nouvel essai sur un exploit personnel de Pierre Escourrou qui s'infiltre dans la défense du XIII Catalan pour renverser le jeu via Grill qui à toutes enjambées aplatit derrière les poteaux leur second essai. Grâce à ce final maîtrisé, Carcassonne enlève la Coupe de France que le XIII Catalan en manque d'imagination a cru remporter par une pénalité et un drop de Jean Capdouze.